# Walbeck (Mansfelder Land)

Walbeck is een plaats en voormalige gemeente in de Duitse deelstaat Saksen-Anhalt en maakt deel uit van de gemeente Hettstedt in de Landkreis Mansfeld-Südharz.
Walbeck telt 874 inwoners.